# USS Norfolk (DL-1)
USS Norfolk (DL-1) là một soái hạm khu trục hoạt động cùng Hải quân Hoa Kỳ sau Chiến tranh Thế giới thứ hai. Nó là chiếc tàu chiến thứ tư được đặt cái tên này, nhưng chỉ là chiếc thứ hai được cho nhập biên chế, vốn được đặt theo tên thành phố Norfolk, Virginia. Nguyên dự định là chiếc đầu tiên của một lớp tàu tuần dương chống tàu ngầm, chi phí quá tốn kém đã khiến chỉ có một chiếc được chế tạo, và nó chủ yếu phục vụ vào việc thử nghiệm những chiến thuật và vũ khí chống tàu ngầm mới. Norfolk xuất biên chế vào năm 1970 và bị bán để tháo dỡ vào năm 1974.

## Thiết kế và chế tạo
Là tàu chiến lớn đầu tiên được Hoa Kỳ chế tạo sau khi Thế Chiến II chấm dứt, Norfolk bắt đầu được thiết kế từ năm 1945, mang tên dự án SCB 1 (SCB: Ship Characteristic Board) từ năm 1946, và được phê duyệt vào năm 1947 như là chiếc CLK-1, một tàu tìm-diệt tàu ngầm có thể hoạt động trong mọi hoàn cảnh thời tiết đồng thời trang bị thế hệ radar, sonar và thiết bị điện tử thế hệ mới nhất. Nó được thiết kế dựa trên một khung tàu tuần dương hạng nhẹ để có thể mang theo một loạt các cảm biến khác nhau so với một tàu khu trục. Thế hệ tàu mới này được dự định để theo dõi và tiêu diệt lớp tàu ngầm Whiskey của Liên Xô, mà tính năng được cho là tương đương hoặc thậm chí tốt hơn tàu ngầm U-boat Kiểu XXI của Đức Quốc xã.

#### Hệ thống vũ khí

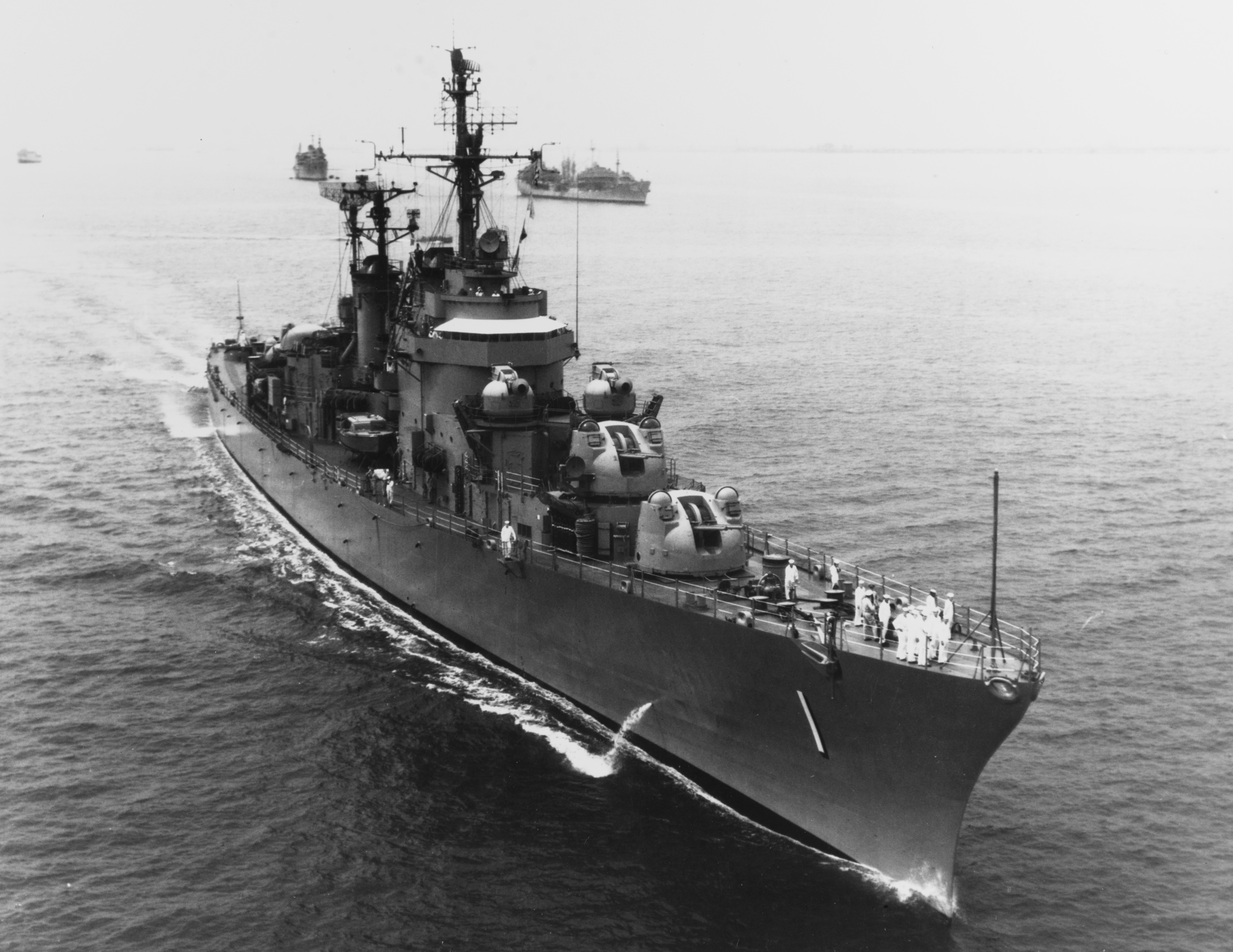
Norfolk ngoài khơi Hampton Roads vào tháng 9 năm 1955. Có thể thấy rõ hai tháp pháo 3-inch nòng đôi đặt trước sau trên trục dọc cùng hai bệ phóng rocket Alpha chống ngầm hai bên phía trước cầu tàu.